# Daymán
Il Dayman (o Río Daymán) è un fiume dell'Uruguay. Nasce dalla Cuchilla de Haedo e sfocia nel fiume Uruguay, di cui è affluente. Fa da confine naturale tra il Dipartimento di Salto e Dipartimento di Paysandú.